# Salacia preussii
Salacia preussii är en benvedsväxtart som beskrevs av Ludwig Eduard Theodor Loesener. Salacia preussii ingår i släktet Salacia och familjen Celastraceae. Utöver nominatformen finns också underarten S. p. louisii.